# Carex aestivalis
Carex aestivalis är en halvgräsart som beskrevs av Moses Ashley Curtis och Asa Gray. Carex aestivalis ingår i släktet starrar, och familjen halvgräs. Inga underarter finns listade i Catalogue of Life.